# بویاره
بویاره (به صربی: Boljare) یک منطقهٔ مسکونی در صربستان است که در ولاسوتینتسه واقع شده‌است. بویاره ۹۸۳ نفر جمعیت دارد.